# Zeteumenes argillaceus
Zeteumenes argillaceus är en stekelart. Zeteumenes argillaceus ingår i släktet Zeteumenes och familjen Eumenidae. Utöver nominatformen finns också underarten Z. a. hubrichi.